# Baureihe 1004
De DB-Baureihe 1004 is een hybride rangeerlocomotief gebouwd door het Chineese CRRC ZELC. Er zijn meerdere varianten, Baureihe 1004.0 is een accu-diesel hybride voor de S‑Bahn van Hamburg. Baureihe 1004.5 is een accu-diesel-derde rail hybride voor de S‑Bahn van Berlijn.

## Techniek
De onderstaande tabel vergelijkt beide varianten van de Baureihe 1004 met elkaar en met de aanverwante Rail Cargo Hungary (RCH) serie 461 van dezelfde fabrikant.
|                                | 1004.0                                | 1004.5                                | RCH 461                           |
| ------------------------------ | ------------------------------------- | ------------------------------------- | --------------------------------- |
| S-Bahn                         | Hamburg                               | Berlijn                               | -                                 |
| Naam                           | Kleinstlok HH                         | AZ-Lok                                | Grasshopper                       |
| Type                           | CAH1A1                                |                                       | CAH1B1                            |
| Lengte                         | 14,4 m                                | 16,7 m                                | 18,3 m                            |
| Breedte                        | 3,04 m                                |                                       |                                   |
| Hoogte                         |                                       |                                       |                                   |
| Omgrenzingsprofiel             | G1                                    | G1                                    |                                   |
| Minimale boogstraal            | 100 m                                 | 90 m                                  |                                   |
| Gewicht                        | 56 t                                  | 64 t                                  | 72,2 t                            |
| Aslast                         | 14 t                                  | 16 t                                  | 18,5 t                            |
| Max. snelheid                  | 80 km/h                               | 100 km/h                              | 100 km/h                          |
| Aanzettrekkracht               | 100 kN                                | 180 kN                                | 250 kN                            |
| Vermogen bovenleiding          | -                                     | -                                     | 850 kW (15 kV)                    |
| Vermogen derde rail            | -                                     | 750 kW (750 V)                        | -                                 |
| Vermogen bij dieselaandrijving | 250 kW                                | 600 kW                                | -                                 |
| Vermogen accupakket            | 150 kW                                | 150 kW                                | 400 kW                            |
| Tankinhoud                     | 2160 l                                |                                       | -                                 |
| Draaistelafstand               | 7,06 m                                | 7,50 m                                | 9,25 m                            |
| Radstand                       | 2,20 m                                | 2,30 m                                |                                   |
| Koppelingen                    | Schroefkoppeling Scharfenberg type 10 | Schroefkoppeling Rangeerkoppeling S20 | Schroefkoppeling Rangeerkoppeling |
| Treinbeïnvloeding              | PZB 90                                | PZB I60R                              |                                   |
| Bronnen                        | [ 1 ] [ 2 ]                           | [ 3 ] [ 4 ] [ 5 ]                     | [ 6 ]                             |